# Amerikánka
Amerikánka je český celovečerní hraný film, který v roce 2024 natočil režisér Viktor Tauš podle scénáře Davida Jařaba. 

## Děj
Malá Ema Černá vyrůstá bez otce, se starším a mladším bratrem. Matka alkoholička jejich výchovu zanedbává, a proto se Ema dostane do dětského domova. Jako dospívající dívka dočasně bydlí u pěstounů, kvůli špatnému chování ale skončí ve výchovném ústavu. Upíná se k naději, že v Americe na ni čeká otec. Dospělá Ema se pak vrací k zážitkům ze své minulosti ve snaze je zpracovat a vyrovnat se s nimi.

## Obsazení
- Pavla Beretová, Julie Šoucová, Klára Kitto („Amerikánka“ Ema Černá)
- Lucie Žáčková (matka Emy)
- Klára Melíšková (ředitelka dětského domova)
- Tomas Sean Pšenička (bratr Emy)
- Magdaléna Borová
- Vladimír Javorský
- Zuzana Mauréry
- děti z dětských domovů[1]

## Vznik filmu
Film vychází ze skutečného příběhu Zdeny Vrbové. V dětství po odebrání matce vyrůstala v dětském domově, u pěstounů a ve výchovném ústavu. 
Zdena se narodila v roce 1972 ve městě Sarasota na Floridě českým rodičům. Živili se jako provazochodci v cirkusové komunitě. Matka se s Amerikou nesžila a později se rozhodla vrátit se se třemi dětmi do komunistického Československa. O děti se ale dobře nestarala, a tak skončily v dětském domově. Když si tam Zdena po dlouhé době zvykla, odvezli si ji domů pěstouni. „Odvezli mě, oddělili od posledního rodinného pouta, od bráchy, a prskli do křesťanskýho pekla, kde se všechno tvářilo andělsky, ale moje duše nikoho absolutně nezajímala,“ uvedla Vrbová. Od rodiny tak „jako asi jediný člověk na světě“ utíkala zpět do dětského domova. Aby se další pěstounské péči vyhnula, chovala se tak, aby skončila ve výchovném ústavu, což se stalo.
Její pobyt v ústavu ukončila její dospělost, zároveň přišla sametová revoluce. Několik měsíců života v prudce se měnících společenských podmínkách stačilo k tomu, aby se sotva dospělá Zdena bez rodinného zázemí stala prostitutkou závislou na heroinu a zároveň matkou dcery. I ta pak skončila v dětském domově. „To, co udělala máma mně, jsem jak přes kopírák zopakovala,“ přiznává Vrbová. Dočasně skončila v kojeneckém ústavu i její druhá dcera. Sama Vrbová i jedna z jejích dcer ve filmu hrají.
Se starším bratrem o sobě vědí, i když se nevídají. Mladší bratr po odchodu do dětského domova z jejího života „zmizel“, nemá o něm žádné zprávy.
Se Zdenou Vrbovou se režisér filmu Viktor Tauš seznámil, když sám žil na ulici a byl stejně jako ona závislý na heroinu. Intenzita jejího příběhu v něm po izolaci způsobené drogami opět vzbudila zájem o druhého člověka, chuť porozumět tomu, odkud Zdena po prožitých traumatech bere vnitřní sílu. Od té chvíle věděl, že na ulici nemá co dělat a že její příběh musí natočit. Vnímá ho totiž zároveň jako „skutečný příběh desítek tisíc dětí, které vyrůstaly v dětských domovech v komunistickém Československu“. Začal si prát oblečení ve Vltavě a shánět práci. Po třech měsících byl schopen začít si platit nájem a přestal být bezdomovcem. „V nějakém smyslu se z té ulice vracím až teď, protože konečně ten příběh, který mi zachránil život, můžu předat dál,“ řekl Tauš po 25 letech od prvního setkání s Vrbovou.

### Divadelní hra
Příběh Zdeny Vrbové zpracoval Tauš nejprve jako divadelní hru, kterou několikrát přepracoval. Hlavní roli v ní ztvárnily Tereza Ramba a Eliška Křenková, hrála se na umělecké scéně Jatka78.
V roce 2022 vznikl také filmový záznam divadelního představení pod názvem Amerikánka. Na vzletové ranveji.

### Kniha
Příběh byl zpracován také knižně. V roce 2022 vyšla fotografická publikace Amerikánka, Etc. – Tomki Němec, Fotografie, v níž ho zachytil fotograf Tomki Němec. V roce 2024 pak vyšel pod názvem Amerikánka, s podtitulem Příběh o holce, kterou nedostali. Autorem druhé publikace je David Jařab.